# إدوارد ستريتر
إدوارد ستريتر (بالإنجليزية: Edward Streeter) (1 أغسطس 1891، بوفالو في الولايات المتحدة - 31 مارس 1976، نيويورك في الولايات المتحدة)؛ كاتِب، سيناريست، صحفي وروائي أمريكي. درس في جامعة هارفارد.

## روابط خارجية
- إدوارد ستريتر على موقع IMDb (الإنجليزية)
- إدوارد ستريتر على موقع أول موفي (الإنجليزية)
- إدوارد ستريتر على موقع قاعدة بيانات الأفلام السويدية (السويدية)
- إدوارد ستريتر على موقع قاعدة بيانات الفيلم (الإنجليزية)
- إدوارد ستريتر على موقع كينوبويسك (الروسية)